# Haplocladium percapillatum
Haplocladium percapillatum är en bladmossart som beskrevs av Kyuichi Sakurai 1954. Haplocladium percapillatum ingår i släktet Haplocladium och familjen Thuidiaceae. Inga underarter finns listade i Catalogue of Life.